# EURECOM
EURECOM (фр. École d'ingénieurs et centre de recherche en systèmes de communication) — высшая инженерная школа и исследовательский центр коммуникационных систем. Основана в 1991 году в Софие-Антиполис парижской Высшей школой телекоммуникаций (Télécom Paris) и Лозаннской политехнической школой (EPFL), к которым позднее присоединились Туринский политехнический университет, Хельсинкский политехнический институт (TKK), Мюнхенский технический университет (TUM), Норвежский университет естественных и технических наук (NTNU) и Хошиминский государственный университет.
EURECOM активно сотрудничает с промышленными предприятиями, представляя собой объединение по экономическим интересам, в котором принимают участие Orange, ST-Ericsson, BMW Group Research & Technology, Symantec, Monaco Telecom (фр.), SAP, IABG. EURECOM носит подчеркнуто международный характер, что выражается как в преподавательском и студенческом составе, так и в выборе формата обучения (преподавание ведется на английском языке).
Исследовательская деятельность — структурообразующая для EURECOM. 
Три главных направления исследований: 
мобильные коммуникации, 
мультимедийный контент и 
сетевая безопасность. 
В стенах EURECOM работают две лаборатории высшей школы Télécom ParisTech: System on Chip, в которой разрабатывается однокристальная вычислительная система, и Usages des Technologies de l’Information, которая занимается исследованием воздействием информационных технологий на общество. 
EURECOM расположен в технопарке София-Антиполис. EURECOM входит в особую экономическую зону (фр. pôle de compétitivité) «Безопасные коммуникационные решения», имеющей статус международной. Эта деятельность предполагает сотрудничество по множеству проектов с промышленными партнерами и участие в комиссиях и исполнительных органах, объединяющих производителей и учёных французского региона Прованс — Альпы — Лазурный Берег.
EURECOM активно вовлечен в европейские и французские исследовательские программы и получил (совместно с институтом Mines-Telecom (fr:Institut Mines-Télécom) статус «института Карно» (фр.).
EURECOM — учредитель Кампуса[что?] в Софии-Антиполис, совместно с INRIA и Университетом Ниццы — Софии Антиполис.